# Philotheca spicata
Philotheca spicata es una especie de arbusto perteneciente a la familia de las rutáceas. Es un endemismo del sudoeste de Australia Occidental.

## Descripción
Philotheca spicata alcanza un tamaño de entre 0,2 y 0,6 metros de altura y produce flores de color rosa, de junio a noviembre, en su hábitat nativo.

## Taxonomía
La especie fue descrita en 1834 por el botánico francés Achille Richard quien le dio el nombre de Erisotemon spicatum, más tarde cambiado a Eriostemon spicatus. Fue trasladada al género Philotheca por Paul G.Wilson en 1998.
Philotheca spicata fue descrita por (Achille Richard) Paul G.Wilson y publicado en Nuytsia 12(2): 264, en el año 1998.
Sinonimia
- Eriostemon spicatus A.Rich.
- Eriostemon ebracteatus Endl.
- Eriostemon racemosus Endl.
- Eriostemon effusus Turcz.
- Eriostemon ebracteatum orth. var. Endl.
- Eriostemon racemosum orth. var. Endl.[5]